# 후모토촌 (야마가타현)
후모토촌(富本村)은 야마가타현 기타무라야마군에 있던 촌이다. 현재의 무라야마시 남서쪽 끝에 해당한다.

## 역사
- 1889년 4월 1일 - 정촌제 시행에 의해 2촌의 구역을 가지고 성립하였다.
- 1954년 11월 1일 - 다테오카정,, 오쿠라촌, 오쿠보촌, 니시고촌, 도자와촌과 합병, 동일 후모토촌은 폐지되었다.

## 참고문헌
- 角川日本地名大辞典 6 山形県